# David Canary
David Hoyt Canary (Elwood, Indiana, 25 de agosto de 1938-Wilton, Connecticut, 16 de noviembre de 2015) fue un actor estadounidense. Más conocido por su trabajo en la telenovela estadounidense All My Children y en el western televisivo icono de los años 1960, Bonanza.

## Carrera
Nacido en Elwood, Indiana, EE. UU., la carrera de Canary abarcó más de cinco décadas. Apareció en las películas Hombre y La masacre de San Valentín. Comenzó su carrera en 1966 actuando en la serie protagonizada por Ryan O'Neal Peyton Place, conocida en México como La Caldera del Diablo, donde aparecía como Russ Gehring en la primera serie. Era conocido por interpretar entre 1967 y 1973 el papel de Candy Canaday en la serie Bonanza en donde obtendría fama internacional. En 1967 apareció en el ahora film clásico del oeste, Hombre, en donde actuó junto a Paul Newman, Richard Boone, y Cameron Mitchell. Apareció como invitado en un doble episodio de la serie de la CBS Gunsmoke (La ley del revólver), titulado «Nitro». Posteriormente tendría el papel de Frank Gusenberg en la película St Valentine's Day Masaccre y apareció también en la corta serie de la CBS, Dundee y Culhane. En diciembre de 1983 se unió al elenco de All my Children para dar vida a los hermanos Adam y Stuart Chandler. Su interpretación de los mellizos, uno bonachón y el otro malvado, le mereció a Canary su fama y cinco premios Daytime Emmy.
Su primera aparición en televisión como invitado incluye Law & Order, Touched by an Angel, S.W.A.T., Primas, Alias Smith and Jones, Police Story, Kung-Fu, Hawaii Five-O, Remember WENN y Cimarron Strip. El actor también apareció como el ingeniero locomotriz en la película Atomic Train. En 2004, apareció como el genio matemático Robert en una producción de David Auburn en Canton, Ohio, cerca de su casa de Massillon.
Pese a la popularidad en la serie, Canary rehuyó de los reflectores y prefirió vivir en un pequeño pueblo en Connecticut con su esposa y su familia.
El actor estuvo inicialmente reacio a trabajar en una novela diurna. Pero tras interpretar a un loco en la novela The Doctors, pasó dos años en la novela Another World. Entonces llegó la oportunidad de unirse a All my Children, pero Canary no estaba seguro si era una buena idea: «Estuve reacio a firmar incluso un contrato de dos años», dijo en 1993, «Eso me parecía mucho, mucho tiempo». Desde 1984 hasta 2011 permaneció en la serie.

## Teatro
Canary también hizo teatro. Actuó en producciones de Broadway y el circuito fuera Broadway, según un obituario publicado en el Wilton Bulletin.

## Vida privada
Canary estuvo casado con la actriz Maureen Maloney, con quien tuvo un hijo, Chris, y una hija, Kate. Fue medio hermano de Hilary y Lorena Canary. Sus hermanos fueron el actor John Canary quién tuvo un papel en All my Children y del escritor H. Glenn Canary (1934-2008). Los hermanos tuvieron bisnietos de Martha Jane Canary, conocida como Calamity Jane. La presentación favorita de Canary fue una producción de Tennessee Wiliams en Broadway de Clothes for a Summer Hotel con Geraldine Page. «Ante el riesgo de ser incomprendido, soy una persona verdaderamente privada», dijo Canary en una entrevista en 1993. «No hago apariciones. No doy entrevistas divertidas a revistas. Mi esposa y mis dos hijos viven en un pueblito en Connecticut, donde la mayoría de la gente no ve el programa y, si lo hace, no hace una gran cosa de eso».

## Muerte
Canary murió de causas naturales el 16 de noviembre de 2015 en su casa en Wilton, Connecticut, dijo el Paul Pyrch, de la Casa Funeraria Bouton.
«Por más de dos décadas David Canary definió el drama diurno en ABC», escribió la cadena en un comunicado tras su fallecimiento. «Nuestros corazones están con su familia, lamentamos su deceso». 

## Filmografía
| - 1965: Peyton Place - 1967: Hombre - 1967: The St. Valentine's Day Massacre - 1967: Bonanza - 1968: Cimarron Strip - 1969: The Computer Wore Tennis Shoes - 1971: Alias Smith and Jones - 1973: Incident on a Dark Street - 1973: Kung Fu - 1974: Melvin Purvis G-MAN - 1975: Sharks' Treasure | - 1975: Posse - 1975: Johnny Firecloud - 1982: King of America - 1990: In a Pig's Eye - 1994: Secret Santa - 1998: Law & Order - 2001: Touched by an Angel - 2010: All My Children |